# Луїджі Фортіс
Луїджі Фортіс (італ. Luigi Fortis; 26 лютого 1748, Верона — 27 січня 1829, Рим) — італійський єзуїт, двадцятий Генерал Товариства Ісуса і другий після його відновлення в 1814.

## Життєпис
Луїджі Фортіс народився 26 лютого 1748 року у Вероні (Італія). Навчався в єзуїтській школі Святого Себастьяна в рідному місті, вступив до Товариства Ісуса 12 жовтня 1762 року в 14-річному віці. Після закінчення школи вивчав філософію і гуманітарні науки в університетах Болоньї та Феррари.
В 1773 році Товариство було розпущено. Фортіс змушений був повернутися до Верони, де заробляв на життя приватними уроками. У 1778 році був висвячений на священика. У 1784 році встановив контакти з єзуїтами Росії (Росія, завдяки заступництву імператриці Катерини II, стала одним з небагатьох місць, де єзуїти продовжували діяльність). У 1793 році діяльність ордену була дозволена в герцогстві Парма. Фортіс негайно переїхав туди і відновив свої обіти, як член ордену.
У 1804 Парма була захоплена французькими військами, Фортіс змушений був тікати в Неаполь, проте після приходу до влади Жозефа Бонапарта всі єзуїти були вигнані і з цього міста. Фортіс переїхав спочатку до Орв'єто, а потім повернувся в рідне місто.
Буллою від 7 серпня 1814 «Sollicitudo omnium ecclesiarum» папа Пій VII відновив Товариство Ісуса у всіх його правах і привілеях. Фортіс був призначений провінціалом єзуїтів Італії. Тадей Бжозовський, колишній генеральний вікарій єзуїтів Росії, після відновлення ордена став його генералом, однак через царські заборони на виїзд з Росії не міг повною мірою виконувати обов'язки по управлінню орденом. У зв'язку з цим, Фортіс поряд з постом провінціала Італії отримав посаду вікарія Генерала ордену, яку він займав аж до смерті Бжозовского в лютому 1820.

## Генерал Товариства Ісуса
Двадцята Генеральна конгрегація Товариства Ісуса була скликана в жовтні 1820 року. Фортіс фактично керував орденом в останні роки і був головним претендентом на посаду генерала, однак перша Генеральна конгрегація, яка зібралася після тривалої перерви, викликаної ліквідацією Товариства, загрузла в інтригах і сварках. Знадобилося пряме втручання папи Пія VII, щоб зібрані єзуїти перейшли до конструктивної роботи. Врешті Фортіс був затверджений як новий Генеральний настоятель єзуїтів. Найважливішою турботою нового генерала було відродження Товариства, збільшення числа єзуїтів і відновлення структур, що розпалися після ліквідації ордену. За його правління число єзуїтів зросло до 1200 осіб, а число провінцій до шести.
Луїджі Фортіс помер 27 січня 1829 в Римі.